# Сан-Педро-Чолула
Сан-Пе́дро-Чолу́ла (исп. San Pedro Cholula) — муниципалитет в Мексике, входит в штат Пуэбла. Население — 120 424 человека.
Административный центр муниципалитета — город Чолула, официально называемый Чолула-де-Ривадабия (вариант — Чолула-де-Ривадавия).

## Великая пирамида Чолулы
Чолула — бывший индейский город, прославленный пирамидой классического периода Мезоамерики, известной как Великая пирамида Чолулы или Тлачиуальтепетль (науатль — «рукотворная гора»), которая является крупнейшей по объёму пирамидой в Америке; длина и ширина основания 450 м, высота 66 м, на её вершине выстроена церковь Пресвятой Девы Утешительницы (исп. Iglesia de Nuestra Señora de los Remedios), 1554 год, отстроена заново в 1874 год; монастырь Сан-Габриель, церковь — 1549—52 годы.
Расположена к западу от Пуэбла (исп. Puebla). Бытует версия, что это и есть одна из древних Тул (Тол; древних Толланов).
Именно в Чолуле в 1562—1563 годах составлен ацтекский рукописный Кодекс Теллериано-Ременсис.

## Фотографии

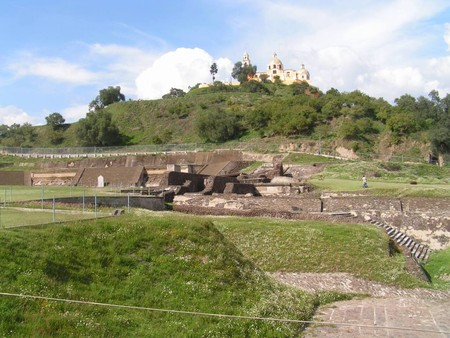
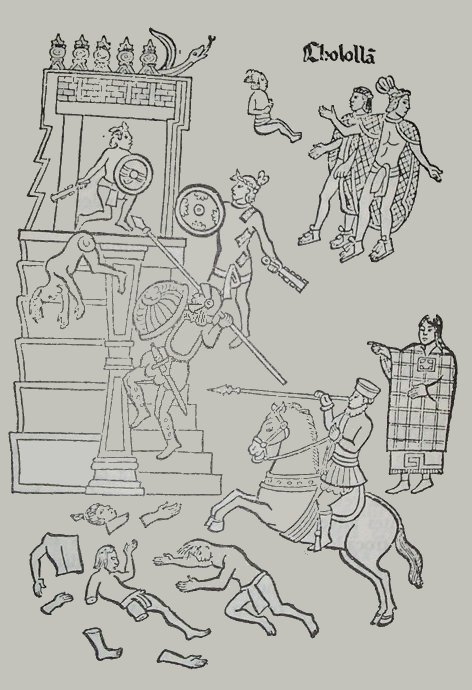
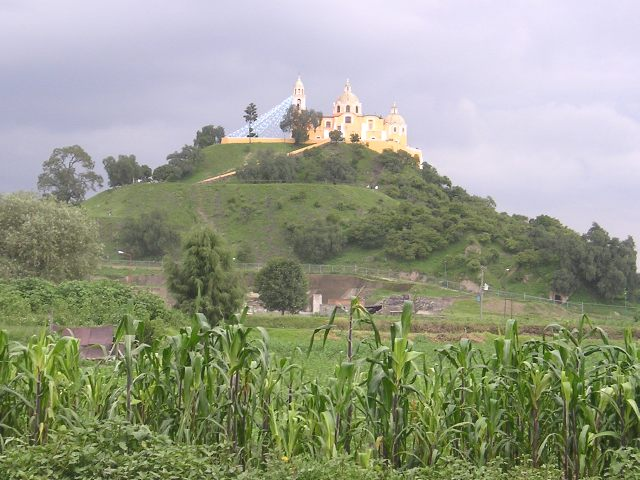
Церковь
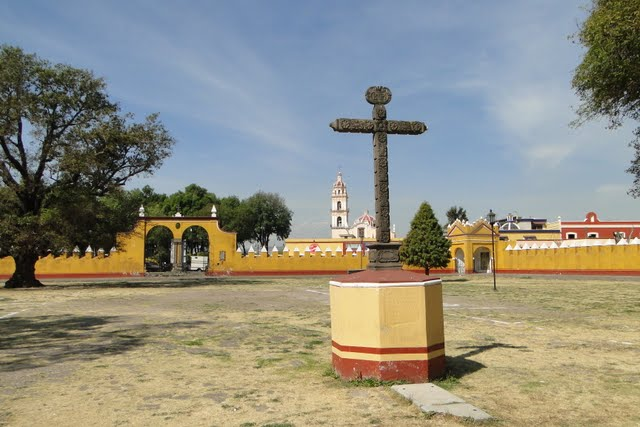
Резной крест во дворе монастыря
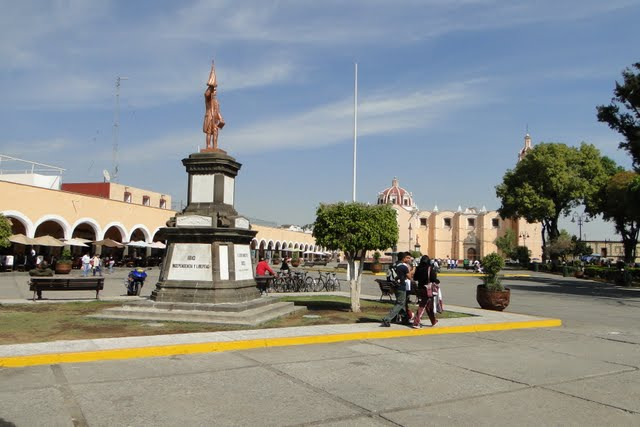
На центральной площади города
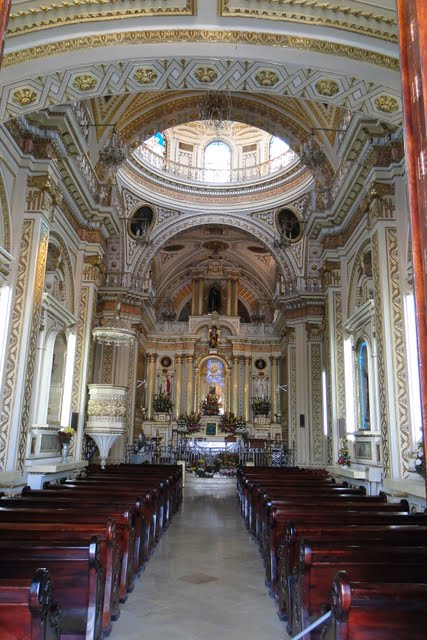
Интерьер церкви Пресвятой Девы Утешительницы